# (1219) Britta
(1219) Britta – planetoida z grupy pasa głównego asteroid okrążająca Słońce w ciągu 3 lat i 107 dni w średniej odległości 2,21 au. Została odkryta 6 lutego 1932 roku w Landessternwarte Heidelberg-Königstuhl w Heidelbergu przez Maxa Wolfa. Pochodzenie nazwy planetoidy nie jest znane. Przed nadaniem nazwy planetoida nosiła oznaczenie tymczasowe (1219) 1932 CJ.